# Jean Sarkander
Saint Jean Sarkander (Jan Sarkander), né le 20 décembre 1576 à Skotschau et mort le 17 mars 1620 à Olmütz, est un prêtre catholique, qui a exercé son ministère à Olomouc. Il est mort martyr et reconnu comme saint par l'Église catholique.

## Biographie
Ordonné prêtre en 1609, il exerça son ministère en Moravie à Holešov jusqu’en 1616.
Le père Sarkander s'occupa en particulier de la conversion des disciples de Jean Hus et des « frères bohémiens ».
Injustement accusé de trahison pour avoir refusé de divulguer le secret de la confession, il fut torturé dans la prison d’Olomouc où il mourut en 1620.

## Béatification et canonisation
Le procès en béatification de Jean Sarkander avait été ouvert par Benoît XIV mais fut interrompu et c’est le pape Pie IX qui prononça sa béatification le 6 mai 1860.
Il a été canonisé par Jean-Paul II le 21 mai 1995 à Olomouc en même temps que Zdislava de Lemberk.
Ses reliques incorrompues et un autel qui lui est dédié se trouvent dans la cathédrale d’Olomouc.
Il est fêté le 17 mars ou 30 mai.

## Fresques de la chapelle de saint Jean Sarkander àOlomouc

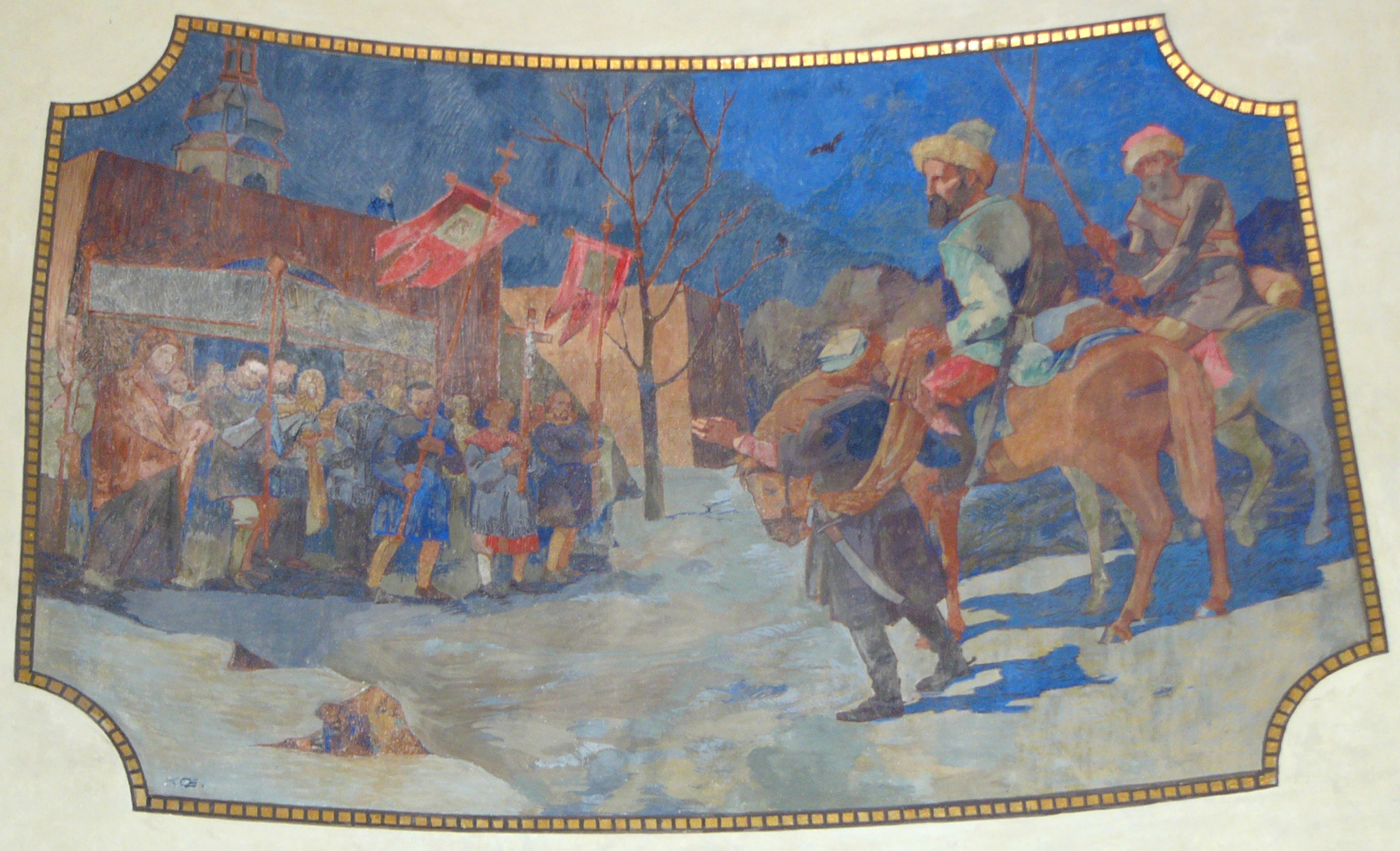
Procession de Jean Sarkander
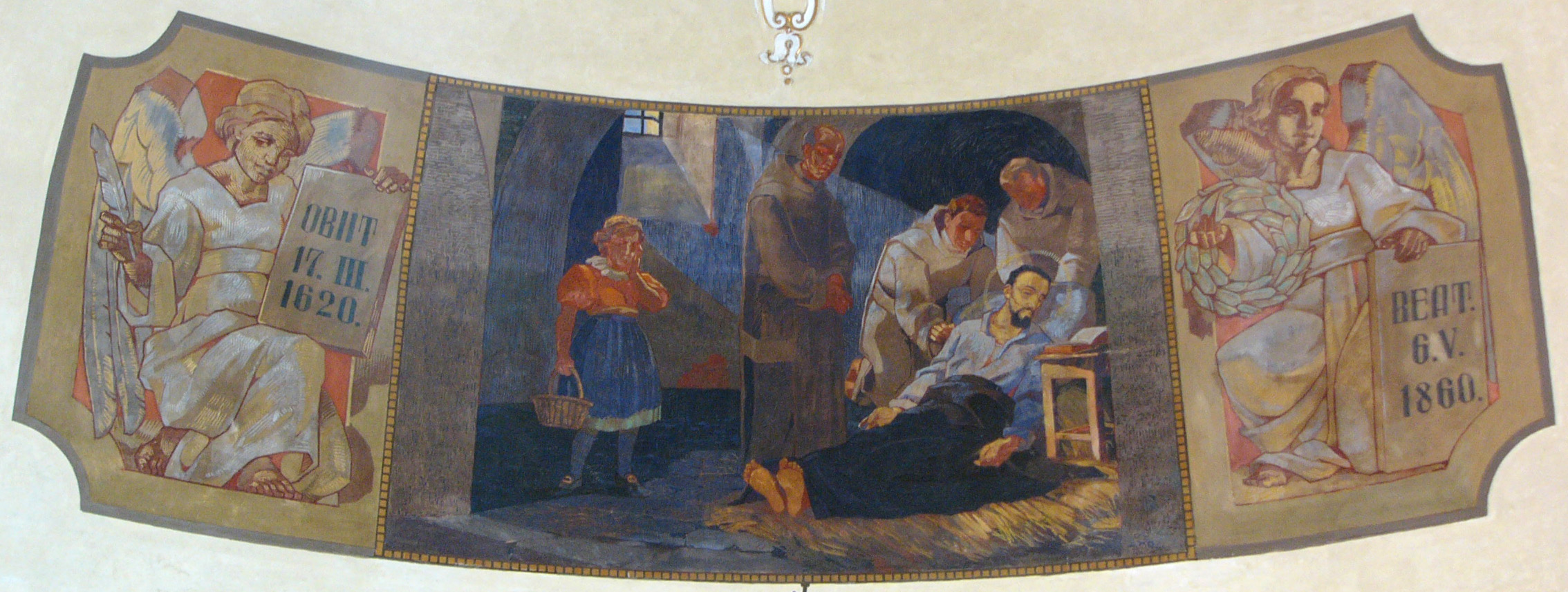
Incarcération de Jean Sarkander
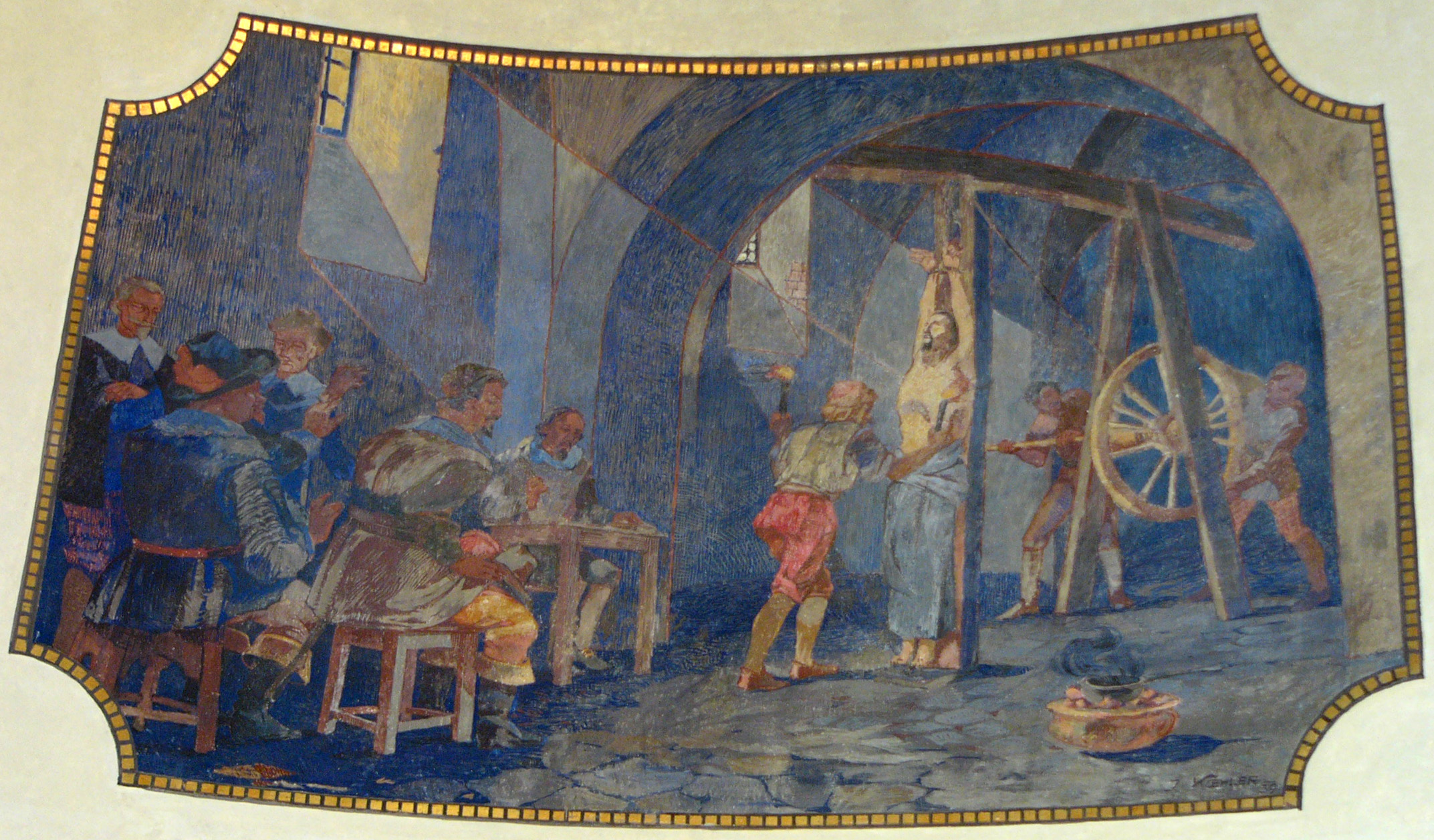
Jean Sarkander torturé

## Sources
- (en) Cet article est partiellement ou en totalité issu de l’article de Wikipédia en anglais intitulé « John Sarkander » (voir la liste des auteurs).
- (en) (en)  Cet article contient des extraits traduits d'un article de la Catholic Encyclopedia dont le contenu se trouve dans le domaine public.